# Caleta Olivia
Caleta Olivia é uma cidade de 36.000 habitantes (2001) localizada no nordeste da província argentina de Santa Cruz.